# Liste der Abgeordneten zum Landtag Steiermark (XIV. Gesetzgebungsperiode)
Diese Liste der Abgeordneten zum Landtag Steiermark (XIV. Gesetzgebungsperiode) listet alle Abgeordneten zum Landtag Steiermark in der XIV. Gesetzgebungsperiode auf. Die Gesetzgebungsperiode reichte vom 7. November 2000 bis zum 25. Oktober 2005. Die Angelobung der Abgeordneten erfolgte in der ersten Sitzung am 25. Oktober 2005, in der auch die Landesregierung Klasnic II gewählt und angelobt wurde.
Nach der Landtagswahl 2000 entfielen 27 der 56 Mandate auf die Österreichische Volkspartei (ÖVP), 19 auf die Sozialdemokratische Partei Österreichs (SPÖ), 7 auf die Freiheitliche Partei Österreichs (FPÖ) und 3 Mandate auf Die Grünen – Die grüne Alternative (Grüne). Während die ÖVP starke und die Grünen leichte Gewinne erzielen konnte, büßten SPÖ und FPÖ Mandate ein, das Liberale Forum flog hingegen überhaupt aus dem Landtag.

## Funktionen

### Landtagspräsidenten
In die Funktion des 1. Landtagspräsidenten wurde am 7. November 2000 Reinhold Purr (ÖVP) mit 56 von 56 abgegebenen Stimmen gewählt. Anna Rieder (SPÖ) erhielt bei ihrer Wahl zur 2. Landtagspräsidentin bei einer ungültigen Stimme 55 von 55 gültigen Stimmen, auf den 3. Landtagspräsidenten Hans Kinsky (ÖVP) entfielen bei drei ungültigen Stimmen 53 von 53 gültigen Stimmen.

### Klubobleute
Nach der Landtagssitzung am 7. November 2000 konstituierten sich vier Landtagsklubs, die ihre Klubobleute in der Sitzung vom 28. November bekannt gaben. Die Funktion des Klubobmanns innerhalb des ÖVP-Landtagsklubs übernahm Landeshauptmann Waltraud Klasnic, geschäftsführender Klubobmann war Reinhold Lopatka. Zu seinen Stellvertretern wurden Franz Riebenbauer, Franz Majcen und Kurt Tasch gewählt. Den Klub der SPÖ-Landtagsabgeordneten führte Landeshauptmannstellvertreter Peter Schachner-Blazizek an. Er wurde von Siegfried Schrittwieser als geschäftsführender Klubobmann unterstützt, seine Stellvertreter waren Kurt Gennaro und Heinz Grabner. Klubobmann der FPÖ war Franz Lafer, als erste Stellvertreterin fungierte Waltraud Dietrich, als zweiter Stellvertreter Karl Wiedner. Klubobfrau der Grünen war Ingrid Lechner-Sonnek, ihre Stellvertreterin Edith Zitz.

### Landtagsabgeordnete
| Name                       | Fraktion | Anmerkung                                                                                     |
| -------------------------- | -------- | --------------------------------------------------------------------------------------------- |
| Bacher Johann              | ÖVP      |                                                                                               |
| Bachmaier-Geltewa Waltraud | SPÖ      |                                                                                               |
| Beutl Walburga             | ÖVP      |                                                                                               |
| Bittmann Benedikt          | ÖVP      |                                                                                               |
| Bleckmann Magda            | FPÖ      | bis 20. Dezember 2002                                                                         |
| Böhmer Wolfgang            | SPÖ      |                                                                                               |
| Breithuber Werner          | SPÖ      | ab 8. April 2003 für Wolfgang Erlitz                                                          |
| Dietrich Waltraud          | FPÖ      |                                                                                               |
| Dirnberger Erwin           | ÖVP      |                                                                                               |
| Dörflinger Günter          | SPÖ      | bis 13. November 2000 nach der Wahl in die Landesregierung                                    |
| Drexler Christopher        | ÖVP      |                                                                                               |
| Erlitz Wolfgang            | SPÖ      | ab 28. November 2000 für ein in die Landesregierung gewähltes SPÖ-Mitglied, bis 7. April 2003 |
| Ferstl Georg               | FPÖ      |                                                                                               |
| Flecker Kurt               | SPÖ      | bis 13. November 2000 nach der Wahl in die Landesregierung                                    |
| Forenbacher Helmut         | ÖVP      | im Amt verstorben                                                                             |
| Gangl Anton                | ÖVP      |                                                                                               |
| Gennaro Kurt               | SPÖ      |                                                                                               |
| Gödl Ernst                 | ÖVP      |                                                                                               |
| Grabner Heinz              | SPÖ      |                                                                                               |
| Graf Verena                | FPÖ      |                                                                                               |
| Gross Barbara              | SPÖ      | ab 28. November 2000 für ein in die Landesregierung gewähltes SPÖ-Mitglied                    |
| Gruber Detlef              | SPÖ      |                                                                                               |
| Gruber Margarethe          | SPÖ      | ab 28. November 2000 für ein in die Landesregierung gewähltes SPÖ-Mitglied                    |
| Hagenauer Peter            | Grüne    |                                                                                               |
| Halper Michaela            | SPÖ      | ab 28. November 2000 für ein in die Landesregierung gewähltes SPÖ-Mitglied                    |
| Hamedl Eduard              | ÖVP      |                                                                                               |
| Hammerl Gregor             | ÖVP      | ab 28. November 2000 für Hermann Schützenhöfer                                                |
| Kasic Wolfgang             | ÖVP      |                                                                                               |
| Kaufmann Monika            | SPÖ      |                                                                                               |
| Kinsky Hans                | ÖVP      | im Amt verstorben                                                                             |
| Klasnic Waltraud           | ÖVP      | ab 5. Juli 2005 für Helmut Forenbacher                                                        |
| Köberl Günther             | ÖVP      | ab 22. Jänner 2002 für Hermine Pußwald                                                        |
| Kolleger Peter             | SPÖ      | bis 20. Jänner 2003                                                                           |
| Koller Christine           | ÖVP      |                                                                                               |
| Kreisl Friedrich           | ÖVP      |                                                                                               |
| Kröpfl Walter              | SPÖ      |                                                                                               |
| Kröpfl Oliver              | ÖVP      | ab 21. September 2004 für Hans Kinsky                                                         |
| Lackner Ursula             | SPÖ      |                                                                                               |
| Lafer Franz                | FPÖ      |                                                                                               |
| Lechner-Sonnek Ingrid      | Grüne    |                                                                                               |
| List Kurt                  | FPÖ      |                                                                                               |
| Lopatka Reinhold           | ÖVP      |                                                                                               |
| Majcen Franz               | ÖVP      |                                                                                               |
| Ober Josef                 | ÖVP      |                                                                                               |
| Petinger Karl              | SPÖ      | ab 21. Jänner 2003 für Peter Kolleger                                                         |
| Prattes Erich              | SPÖ      |                                                                                               |
| Purr Reinhold              | ÖVP      |                                                                                               |
| Pußwald Hermine            | ÖVP      | bis 21. Jänner 2002                                                                           |
| Rauch Wolf                 | ÖVP      |                                                                                               |
| Reinprecht Ilse            | SPÖ      |                                                                                               |
| Ressel Hans-Joachim        | SPÖ      | bis 13. November 2000 nach der Wahl in die Landesregierung                                    |
| Riebenbauer Franz          | ÖVP      |                                                                                               |
| Rieder Anna                | SPÖ      |                                                                                               |
| Rieser Peter               | ÖVP      |                                                                                               |
| Schachner-Blazizek Peter   | SPÖ      | bis 13. November 2000 nach der Wahl in die Landesregierung                                    |
| Schleich Franz             | SPÖ      |                                                                                               |
| Schrittwieser Siegfried    | SPÖ      |                                                                                               |
| Schützenhöfer Hermann      | ÖVP      | bis 14. November 2000 nach der Wahl in die Landesregierung                                    |
| Stöhrmann Bernd            | SPÖ      |                                                                                               |
| Straßberger Josef          | ÖVP      |                                                                                               |
| Tasch Kurt                 | ÖVP      |                                                                                               |
| Tschernko Peter            | ÖVP      |                                                                                               |
| Wicher Annemarie           | ÖVP      |                                                                                               |
| Wiedner Karl               | FPÖ      |                                                                                               |
| Wöhry Odo                  | ÖVP      |                                                                                               |
| Zierler Theresia           | FPÖ      | ab 21. Jänner 2003 für Magda Bleckmann                                                        |
| Zitz Edith                 | Grüne    |                                                                                               |